# Otto Blau (orijentalist)
Ernst Otto Friedrich Hermann Blau (Nordhausen, Njemačka, 21. travnja 1828. – Odesa, Ukrajina, 26. veljače 1879.), njemački orijentalist.

## Životopis
Od 1852. bio je ataše pruskog poslanstva u Carigradu. 1870. imenovan je za njemačkog generalnog konzula za Bosnu i Hercegovinu. Jedan ishod tog položaja je bilo djelo Reisen in Bosnien und der Herzegowina (hr. putovanje u Bosni i Hercegovini). 1873. imenovan je za generalnog konzula u Odesi, gdje je počinio samoubojstvo.

## Djela
- Chronik der Sultâne von Bornu. In: Zeitschrift der Deutschen Morgenländischen Gesellschaft. Band 6, 1852, str. 305–330.
- De numis Achaemenidarum aramaeo-persicis. Leipzig 1855.
- Kommerzielle Zustände Persiens. Berlin 1858.
- Schreiben des Dr. O. Blau an den geschäftsführenden Vorstand der D. Morgenländischen Gesellschaft. In: Zeitschrift der Deutschen *Morgenländischen Gesellschaft. Band 13, 1859, str. 256–260.
- Bosnisch-türkische Sprachdenkmäler. Leipzig 1868.
- Reisen in Bosnien und der Herzegowina. Berlin 1877, urn:[neaktivna poveznica] (archive.org)
- Nachlese orientalischer Münzen I. In: Numismatische Zeitschrift. Band 6–7 (1874–1875), 1876, str. 1–21 (archive.org).

## Drugi projekti
- Otto Blau na njemačkom Wikizvorniku

## Normativni podatci
- GND: 116200790 LCCN: nb2015000960 VIAF: 8133299